# Executive Decision
Executive Decision (alternatieve titel: Critical Decision) is een Amerikaanse actiefilm/thriller uit 1996 van regisseur Stuart Baird.

## Verhaal
Een islamitische terreurorganisatie kaapt een Amerikaanse Boeing 747 en eist de vrijlating van een van hun gevangen kopstukken in ruil voor het leven van 400 inzittenden. Terwijl er diplomatieke onderhandelingen gaande zijn, pakken Travis en zijn mannen het steviger en origineler aan: in het luchtruim koppelen ze een F-117 Nighthawk aan de Boeing en klimmen ze via een slurf naar binnen. Maar door hevige turbulentie scheurt de slurf los waardoor er decompressie plaatsvindt in de F117 die samen met de piloot en Travis neerstort. De mannen die aan boord van de 747 zijn geklommen zijn treffen voorbereidingen om de terroristen toch te overmeesteren en om een bom met gifgas onschadelijk te maken. Wanneer dit lukt schiet een zwaargewonde Hassan als laatste poging de piloten dood en moet Grant de Boeing 747 eigenhandig zien te landen.

## Rolverdeling
| Acteur           | Personage                           |
| ---------------- | ----------------------------------- |
| Kurt Russell     | Dr. David Grant                     |
| Steven Seagal    | Luitenant-kolonel Austin Travis     |
| Halle Berry      | Jean                                |
| John Leguizamo   | Kapitein Carlos "Rat" Lopez         |
| David Suchet     | Nagi Hassan                         |
| Oliver Platt     | Dennis Cahill                       |
| Joe Morton       | Sergeant Campbell "Cappy" Matheny   |
| B.D. Wong        | Sergeant Louie Jung                 |
| Len Cariou       | minister van defensie Charles White |
| Andreas Katsulas | El Sayed Jaffa                      |
| J.T. Walsh       | Senator Mavros                      |
| Nicholas Pryor   | staatssecretaris Jack Douglas       |